# 埃拉鎮區 (伊利諾伊州萊克縣)
埃拉鎮區（英語：Ela Township）是位於美國伊利諾伊州萊克縣的一個行政鎮區。

## 地方資料
根據2010年美國人口普查的數據，埃拉鎮區的面積為93.00平方千米，當中陸地面積為89.10平方千米，而水域面積為3.90平方千米。當地共有人口44026人，而人口密度為每平方千米473.4人。